# Утанське сільське поселення
Ута́нське сільське поселення (рос. Утанское сельское поселение) — сільське поселення у складі Чернишевського району Забайкальського краю Росії.
Адміністративний центр та єдиний населений пункт — село Утан.

## Населення
Населення сільського поселення становить 1589 осіб (2019; 1641 у 2010, 1703 у 2002).